# Código (comunicação)
Código é uma representação simbólica de repertório próprio ou resultado de um processo de codificação, podendo ser entendido como o ponto de partida do qual é elaborada e decifrada uma mensagem. Situa-se como elemento da informação entre os níveis de semiótica, ou seja, do significado comum a todos os sistemas simbólicos e cuja interpretação menos depende do sistema no qual foi escrito; e da comunicação, sistema de receptores/emissores e fontes de informação. Nesse contexto geral, código também é a ferramenta criada para manter a máxima eficiência da transmissão de informação segundo determinadas propriedades matemáticas.

## Propriedades matemáticas do código[2][3]
Pode-se associar qualquer conjunto finito de símbolos de forma biunívoca a equivalentes em códigos binários (0's e 1's) e assim tratar cada símbolo como uma sequência de escolhas do emissor e como uma quantidade que pode ser mensurada em bits. Para sinais analógicos, é necessário primeiro fazer sua discretização. Feito isso, o código detém as seguintes propriedades:
Seja {\displaystyle D=\{s_{1},s_{2},...s_{n}\}} um dicionário de uma fonte emissora {\displaystyle F} com {\displaystyle n} símbolos na qual cada símbolo possui uma probabilidade {\displaystyle P(s_{i})} de ocorrência e seja {\displaystyle M} uma mensagem qualquer contendo {\displaystyle m} símbolos produzida por essa fonte.
Se a mensagem for convertida para código binário, como frequentemente requer o processamento digital de sinais e utilizando algum processo como código de Huffman ou de Shannon-Fano, obtemos um novo dicionário {\displaystyle D^{*}=\{s_{1}^{*},s_{2}^{*},...s_{n}^{*}\}}, associando cada símbolo original {\displaystyle s_{i}} a uma sequência de números binários {\displaystyle s_{i}^{*}}.

### Quantidade de informação
Define-se a quantidade de informação de um símbolo por {\displaystyle I(s_{i})=\log _{2}\left({\frac {1}{P(s_{i})}}\right)=-\log _{2}(P(s_{i}))} com a exceção particular de que se {\displaystyle P(s_{i})=0}, então {\displaystyle I(s_{i})=0} (nota-se que o mesmo ocorre se {\displaystyle P(s_{i})=1}, ou seja, símbolos que sempre ou nunca ocorrem não carregam informação nova alguma). A escolha da base 2 para o logaritmo é devido à relação entre o dicionário e um conjunto de códigos binários e a unidade de medida é o bit.
Para a mensagem, tem-se que {\displaystyle I(M)=\sum _{s_{i}\in {M}}I(s_{i})=-\sum _{s_{i}\in {M}}\log _{2}(P(s_{i}))}, considerando no somatório todas as repetições de símbolos.

### Entropia
Entropia é uma medida da informação média contida numa mensagem. Para {\displaystyle F}, define-se entropia como a esperança da quantidade de informação de uma mensagem produzida por essa fonte, ou seja, {\displaystyle H(F)=E[I(s_{i})]=-\sum _{i=1}^{n}P(s_{i})\log _{2}(P(s_{i}))}, de unidade em bits. Vê-se que qualquer {\displaystyle M} produzida por {\displaystyle F} não interfere no valor de {\displaystyle H(F)} uma vez que os valores {\displaystyle P(s_{i})} tenham sido determinados. Para uma mensagem, tem-se que {\displaystyle H(M)=E[I(M)]=E[\sum _{s_{i}\in {M}}I(s_{i})]=\sum _{s_{i}\in {M}}E[I(s_{i})]=mH(F)}.

### Tamanho de mensagem codificada, tamanho médio e eficiência de codificação
Se passarmos a utilizar {\displaystyle D^{*}} como dicionário para a mensagem, uma mensagem {\displaystyle M^{*}} possui o tamanho {\displaystyle L(M)=\sum _{s_{i}\in {M}}L(s_{i}^{*})}, em que {\displaystyle L(s_{i}^{*})} é simplesmente a quantidade de caracteres binários de {\displaystyle s_{i}^{*}}. A partir disso, define-se tamanho médio da mensagem de {\displaystyle F}, também uma esperança, por {\displaystyle {\bar {L}}(F)=\sum _{i=1}^{n}P(s_{i})L(s_{i}^{*})} e a eficiência de codificação por {\displaystyle \eta ={\frac {H(F)}{{\bar {L}}(F)}}}, adimensional (apesar da unidade da entropia).